# Corneliu Porumboiu
Corneliu Porumboiu (Vaslui, 14 de setembre de 1975) és un realitzador, guionista i director de cinema romanès contemporani. És el fill de l'exàrbitre de futbol Adrian Porumboiu, actualment home de negocis.
Corneliu Porumboiu va néixer el 1975 a Vaslui. Va estudiar pel·lícules a la "Universitat Nacional de Teatre i Cinema Ion Luca Caragiale" de Bucarest i es va llicenciar el 2003.

## Premis[1]
- 2004: Segon premi de Cinéfondation del Festival Internacional de Cinema de Canes, amb el curtmetratge "Viatge a la ciutat"
- 2006: Càmera d'Or i trofeu premi "Transilvania" TIFF per la pel·lícula Va ser o no?
- 2007: Premi Gopo al Millor Director en els Gopo Gala Awards de la pel·lícula Was It Was or Not Was?
- 2009: Premi del Jurat Festival de Cannes 23 de maig de 2009, per "Una certa mirada"
- 2009: Premi Fipresci "Una certa mirada"

## Filmografia

### com a director
- Pe aripile vinului (Sobre les ales del vi) (2002)
- Călătorie la oraș (City Trip) (2003)
- Visul lui Liviu (El somni de Liviu) (2004)
- A fost sau n-a fost?  (Va ser o no?) (2006)
- Polițist, adjectiv (Policia oficial, adjectiu) (2009)[2]
- Când se lasă seara peste București sau metabolism (Quan finalitza la nit Bucarest o el metabolisme) (2013)[3]
- Al doilea joc (El segon joc) (2014)[4]
- Comoara (Tresor) (2015)[5]
- Fotbal infinit (Futbol infinit) (2018)[6]

### Com a guionista
- Pe aripile vinului (Sobre les ales del vi) (2002)
- La limita de jos a cerului (El somni de Liviu) (2004)
- A fost sau n-a fost? (Va ser o no?) (2006)
- La limita de jos a cerului (A la part inferior del cel) (2013)
- Comoara (Tresor) (2015)

### Com a realitzador
- A fost sau n-a fost? (Va ser o no?) (2006)